# World Cosplay Summit
Il World Cosplay Summit (世界コスプレサミット?, Sekai Kosupure Samitto), anche conosciuto come WCS, è un evento annuale internazionale di cosplay che promuove gli scambi internazionali sulla cultura pop giapponese. L'evento è ospitato dalla TV Aichi e si svolge a Nagoya, Giappone. Dal 2005, durante l'evento si svolge una gara internazionale di cosplay, il World Cosplay Championship, di cui le fasi preliminari avvengono nei paesi di origine dei partecipanti.

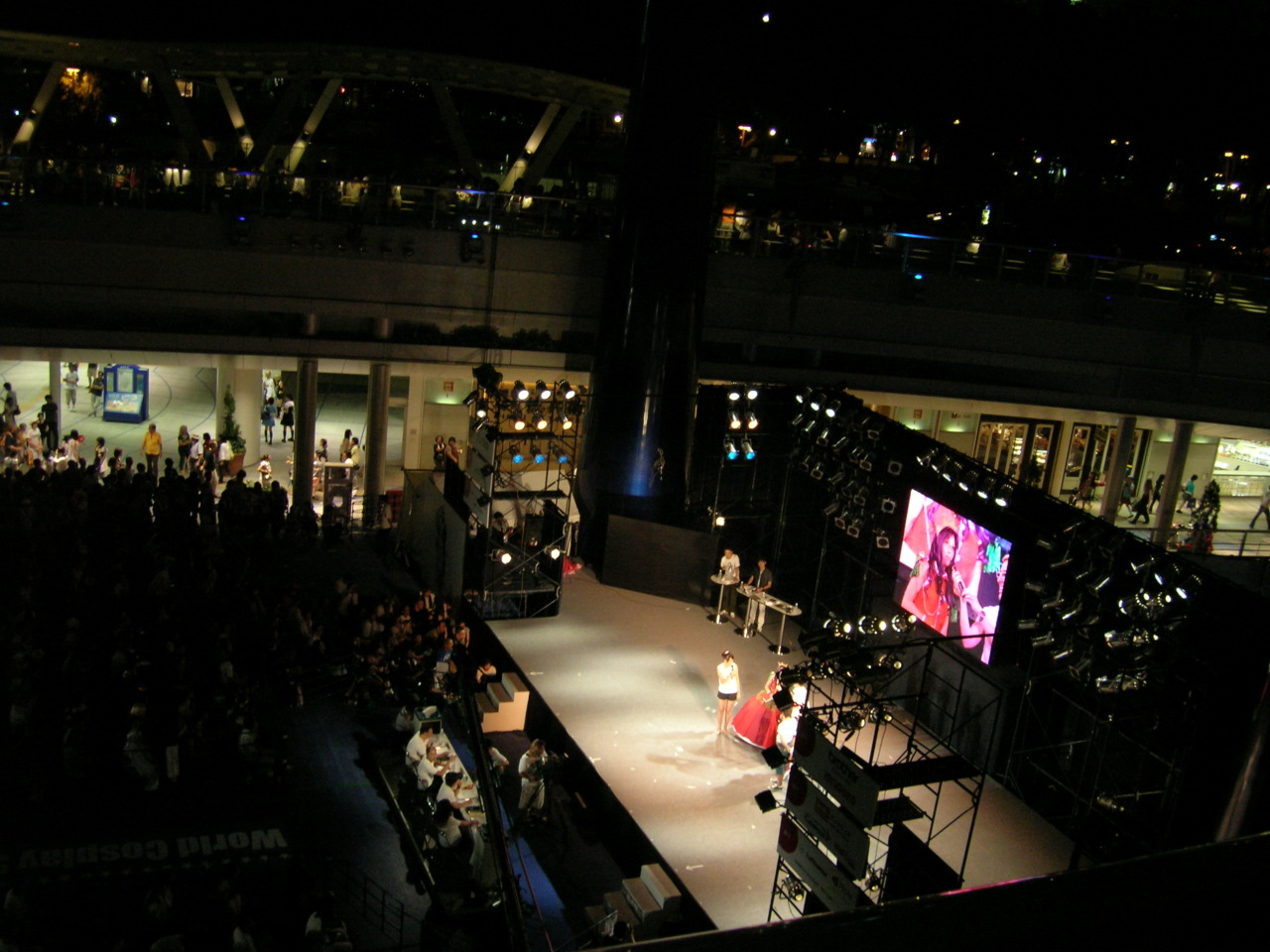
2008 World Cosplay Summit

A causa del forte interesse per la manifestazione generato all'estero, come nel 2008, tre ministeri giapponesi patrocinano e sostengono l'evento; il Ministero giapponese degli affari esteri (MOFA), il Ministero giapponese del territorio, infrastrutture e trasporti (MLIT), ed il Ministero giapponese dell'economia, degli scambi commerciali e dell'industria (METI).
Dal 2005, l'evento ha una durata di due giorni; la Parata Cosplay è il primo giorno ed il Cosplay Championship (campionato Cosplay) si svolge il secondo.

## Storia

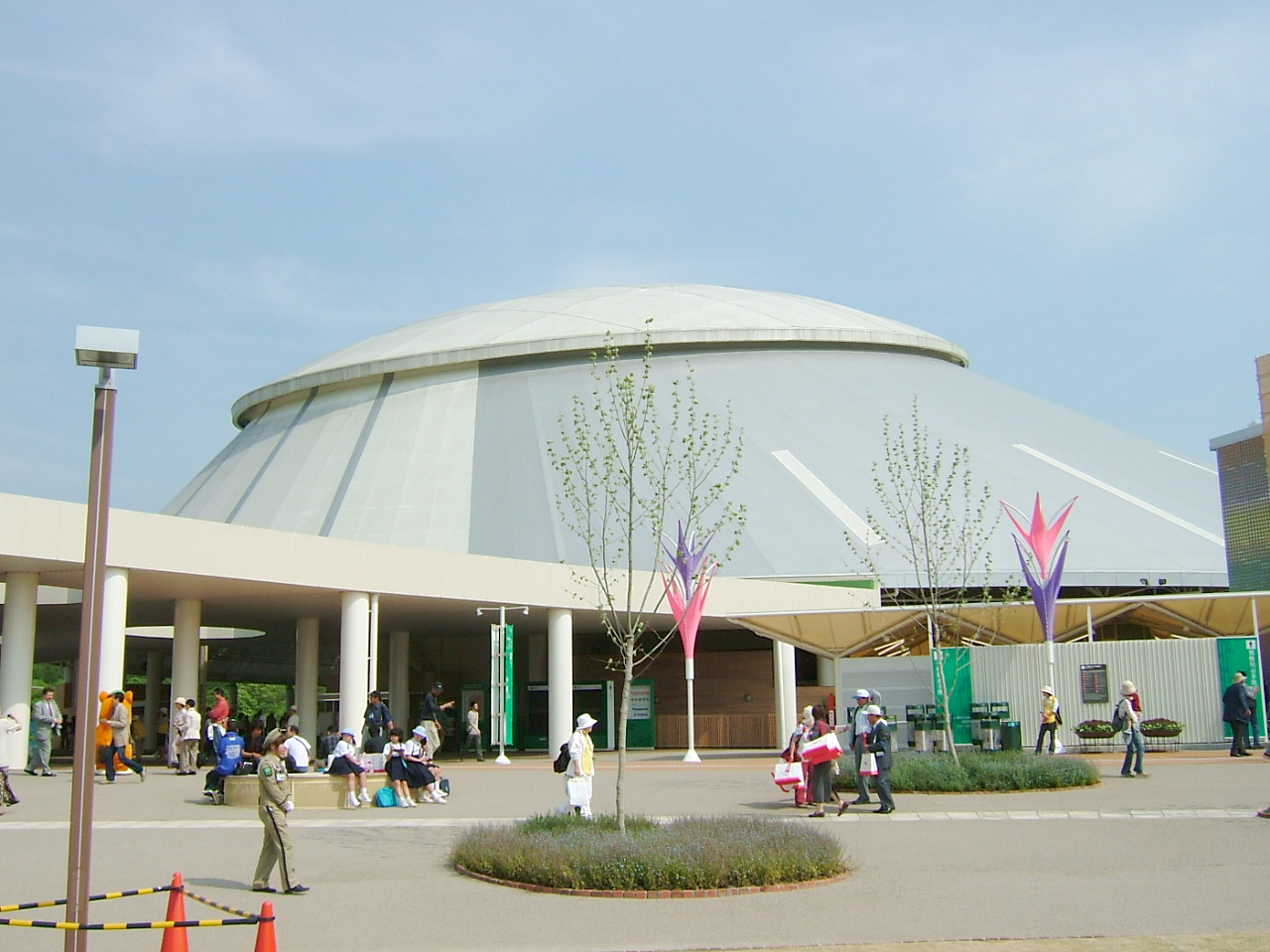
Expo Dome, il luogo dove si è svolto il Cosplay Championship 2005.

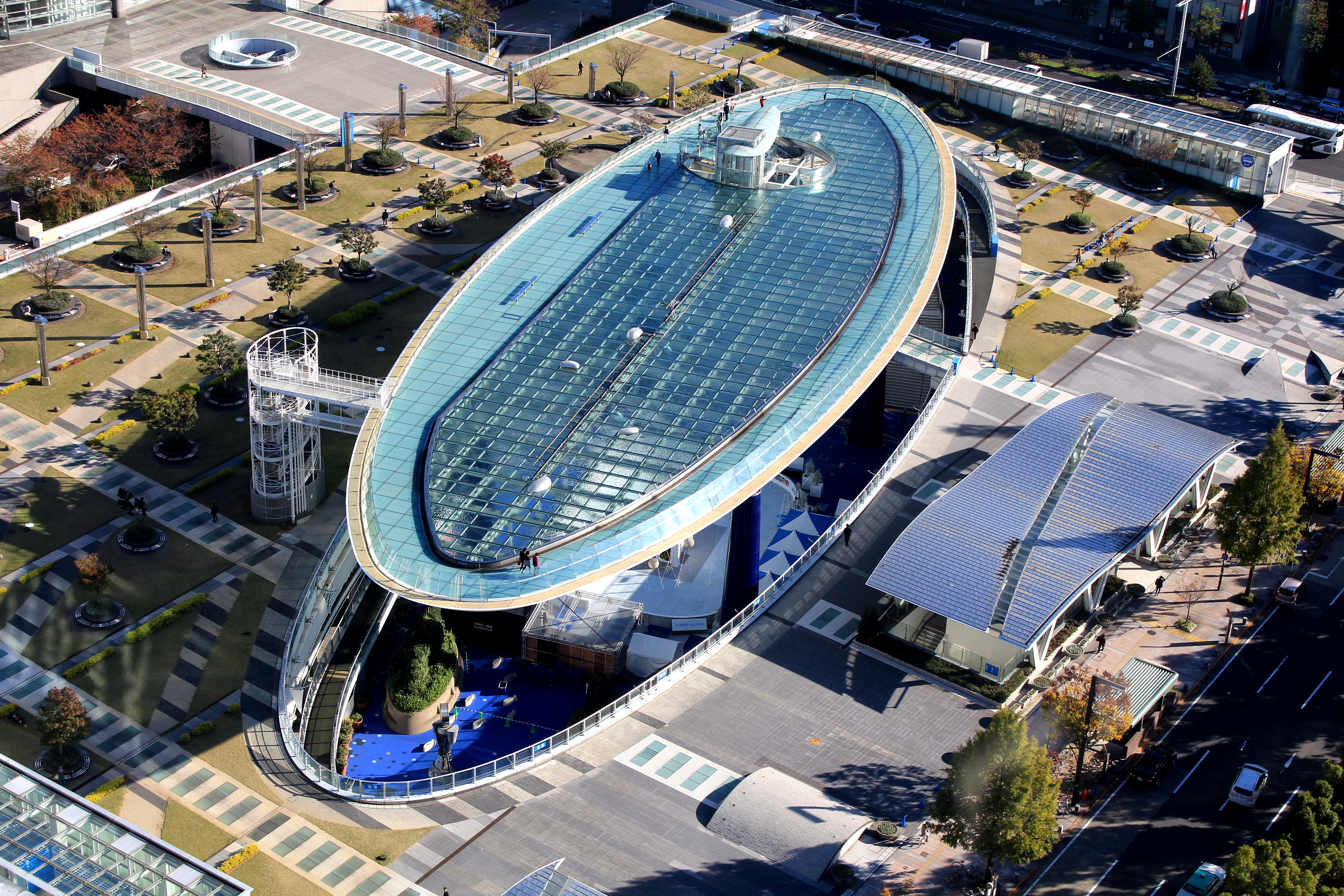
Oasis 21, che ospita attualmente il Cosplay Championship.

Il primo WCS si tenne nel 2003, per celebrare la crescente popolarità internazionale di anime e manga giapponesi tramite i cosplayers, e per promuovere la Expo 2005 di Nagoya.

### 2003
Il primo evento si svolse il 12 ottobre al Rose Court Hotel di Nagoya. Furono invitati 5 cosplayer provenienti da Germania, Francia ed Italia, si svolsero diverse iniziative a tema e venne realizzato un servizio fotografico.
TV Aichi, promotore del WCS, partecipò ad eventi anime e manga a Francoforte (Germania), Parigi (Francia) and Roma (Italia), e produsse un documentario dell'evento, "MANGA is a lingua franca of the world" (MANGAは世界の共通語?). Che venne trasmesso il 24 novembre.

### 2004
Il 1º agosto nell'area commerciale di Ōsu a Naka-ku, Nagoya. Vennero invitati 8 cosplayer provenienti da Germania, Francia ed Italia e Stati Uniti.
La prima Cosplayer Parade avvenne in quest'anno. Parteciparono 100 cosplayer giapponesi insieme agli ospiti esteri.

### 2005
L'evento si svolse in due luoghi: la Cosplayer Parade si svolse ad Osu il 31 luglio e la Cosplay Championship si svolse presso la Expo Dome il 7 agosto durante l'evento Expo 2005. 40 persone di 7 paesi parteciparono alla prima Cosplay Championship, e la gara fu vinta dall'Italia

### 2006
L'evento si svolse al complesso Oasis 21 a Higashi-ku, Nagoya.
Dall'anno 2006, il Ministero giapponese degli affari esteri (MOFA), il Ministero giapponese del territorio, infrastrutture e trasporti (MLIT) sostengono l'evento

### 2007
L'evento si svolse al complesso Oasis 21 a Higashi-ku, Nagoya.
Il WCS divenne parte della campagna 2007 "Visit Japan" promossa dal MLIT.

### 2008
Dall'anno 2008 il Ministero giapponese dell'economia, degli scambi commerciali e dell'industria (METI) aggiunse il suo patrocinio all'evento.

### 2009
Nell'aprile 2009 è stato creato il "Comitato Esecutivo Mondiale Cosplay Summit" per sostenere lo sviluppo e l'espansione del WCS. La Osu Parade è cresciuta a 500 persone e 30 rappresentanti di 15 paesi hanno partecipato al Campionato Cosplay di fronte a 12.000 visitatori, mentre l'Australia e la Finlandia sono le due nazioni più nuove.
Il primo simposio internazionale si è tenuto all'università di Nagoya dal titolo "Outward Minded: impatto mondiale di Cosplay e interpretazioni in Giappone".

### 2010
Il simposio internazionale viene spostato nelle Mode Gakuen Spiral Towers.

### 2011
Paesi Bassi e la Malaysia si uniscono alle nazioni già partecipanti per portare il totale a 17. 
Questo è stato il primo anno in cui si è svolto il 'Tour Speciale'. Dopo l'ultimo giorno di attività, tutti i rappresentanti e gli organizzatori cosplay hanno visitato la regione del Giappone centrale, soggiornando quella sera in un tradizionale albergo a sorgenti termali nella penisola di Chita.

### 2012
Si aggiungono Regno Unito, l'Indonesia e la Russia all'evento. Essendo il decimo anniversario del WCS, l'evento è stato esteso a 12 giorni. Le visite ufficiali sono state pagate dagli uffici Gifu, Mie, Tottori e della prefettura di Aichi e ci sono stati 2 sfilate, uno a Ichinomiya durante il Festival Tanabata e la parata annuale a Osu, Nagoya. L'ordine della parata e del campionato è stato invertito con il campionato tenutosi il Sabato e la sfilata di Domenica. Questo è stato anche il primo anno in cui i paesi e le regioni possono partecipare allo status di Osservatore, e con Hong Kong e Taiwan partecipano in tal modo, il numero totale di paesi e regioni partecipanti è arrivato a 22.

### 2013
Vietnam e Filippine partecipano come Nazioni Osservatrici, portando il numero dei paesi partecipanti a 24. L'evento viene tenuto con l'aiuto di volontari locali e internazionali dal 2009; Tuttavia, quest'anno ha visto l'inizio del gruppo volontario degli studenti Omotenashi. Questo è stato il primo anno del Summit World Cosplay come azienda indipendente dopo dieci anni dove è stato organizzato attraverso il Dipartimento Eventi di TV Aichi.

### 2014
Questo è stato il primo anno in cui il Campionato si è tenuto presso il Centro Arti di Aichi, accanto a Oasis 21. Il Portogallo è stato selezionato per unirsi. Inoltre, il Kuwait si è unito al WCS come la prima nazione del Medio Oriente, che ha portato il numero totale di nazioni / regioni partecipanti a 26.

### 2015
Il Campionato si è trasferito nella sede più grande all'interno del Centro Arti di Aichi chiamato 'The Theatre'. Con l'inclusione del Canada e della Svezia come Nazioni Osservatrici, il numero di nazioni / regioni partecipanti è salito a 28.

### 2016
L'India (la prima nazione dell'Asia meridionale) e la Svizzera aderiscono al WCS, portando il numero di nazioni / regioni partecipanti a 30. Il Campionato Mondiale Cosplay è ormai diventato un evento a due fasi. Primo stadio, tenutosi sabato, suddivide i partecipanti in due gruppi di 15 squadre, giudicati da due giurie diverse e sono selezionate 8 squadre da ciascun gruppo e alla fine di questa fase vengono assegnati premi speciali (Brother, Niconico ecc.). Al secondo stadio, tenutosi domenica (la Parata di Osu si svolge ancora regolarmente lo stesso giorno), le 16 squadre selezionate portano di nuovo i loro costumi e scenette davanti a una terza giuria. Solo il 3º, 2º e il 1º posto vengono assegnati durante queste finali.
Pochi minuti dopo la fine del primo stadio, viene scoperto un errore nel conteggio dei voti che ha causato la non partecipazione della Germania e della Corea del Sud al secondo stadio. L'organizzazione ha deciso di ammetterli senza escludere altre squadre che erano passate a causa dell'errore, portando il numero totale di partecipanti al secondo stadio a 18 team. Questo è stato il primo anno del World Cosplay Summit dove viene data la disponibilità di utilizzare uno schermo in secondo piano per migliorare le capacità rappresentative delle scenette.

## World Cosplay Championship

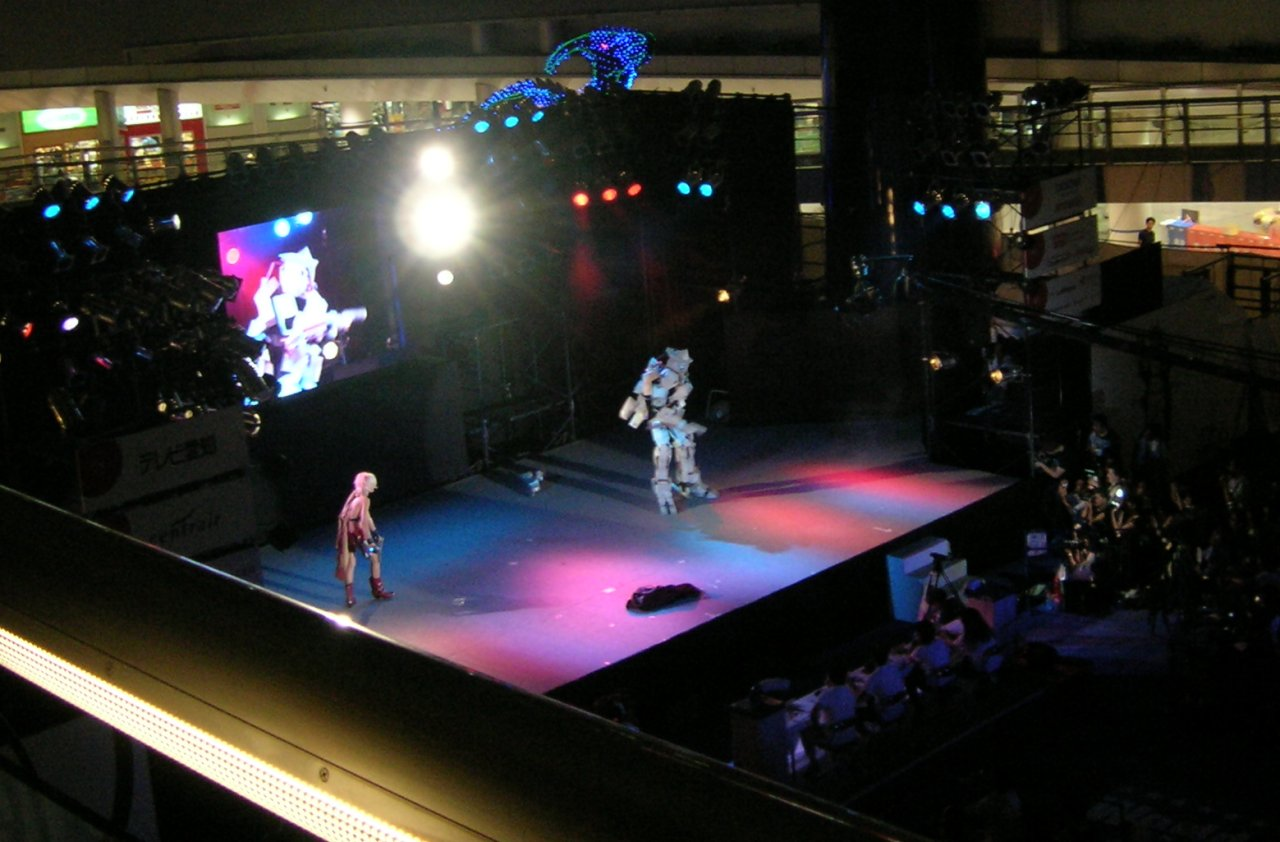
2008, esibizione del team brasiliano, vincitore dell'edizione

### Risultati
Il primo anno il WCS individuava il solo primo premio per singoli e gruppi, di numero variabile; fra i singoli, poi, premiava il miglior cosplay in assoluto col titolo di "campione individuale". Negli anni successivi si è limitato il numero dei partecipanti a due, obbligatoriamente in coppia, e si è decretato anche il secondo e il terzo premio oltre al sempre presente premio Brother.
| Anno                                                                     | Vincitore | Vincitore                                                                                           | Secondo classificato  | Secondo classificato                                              | Terzo Classificato    | Terzo Classificato                                                             | Premio speciale "brother" | Premio speciale "brother"                                     |
| ------------------------------------------------------------------------ | --------- | --------------------------------------------------------------------------------------------------- | --------------------- | ----------------------------------------------------------------- | --------------------- | ------------------------------------------------------------------------------ | ------------------------- | ------------------------------------------------------------- |
| 2005                                                                     | Italia    | (singoli) Giorgia Vecchini (campione individuale) Francesca Dani Emilia FATA LIVIA Elena FATA LIVIA | –                     | –                                                                 | –                     | –                                                                              | Giappone                  | Nakamura-han                                                  |
| 2005                                                                     | Francia   | (gruppi) Pauline Mesa Laurence Guermond Wendy Roeltgen                                              | –                     | –                                                                 | –                     | –                                                                              | –                         | –                                                             |
| 2006                                                                     | Brasile   | Maurício Somenzari L. Olivas (Mah Psylocke) Mônica Somenzari L. Olivas (Kawaii Aeris)               | Giappone              | Mariko Cyoko                                                      | –                     | –                                                                              | Giappone                  | Goldi Aoisakuya                                               |
| 2007                                                                     | Francia   | Damien Ratte Isabelle Jeudy                                                                         | Giappone              | Kikiwan Naoki Shigure                                             | –                     | –                                                                              | Messico                   | Linaloe Rodriguez Rivera Alejandra Rodriguez Rivera           |
| 2008                                                                     | Brasile   | Jéssica Moreira Rocha Campos (Pandy) Gabriel Niemietz Braz (hyoga de toalha)                        | Cina                  | Zhao Chin Zhang Li                                                | –                     | –                                                                              | Giappone                  | Yui Mino                                                      |
| 2009                                                                     | Giappone  | YuRi RiE                                                                                            | Spagna                | Bereniç Serrano Vidal (Piruletosa) Laura Fernández Ramos (Madoka) | –                     | –                                                                              | Stati Uniti d'America     | Elizabeth Licata (fatwetdog) India Davis (Dia)                |
| 2010                                                                     | Italia    | Luca Buzzi Giancarlo Di Pierro                                                                      | Thailandia            | Patawikron Uttisen Orawan Aggavinate                              | –                     | –                                                                              | Thailandia                | Patawikron Uttisen Orawan Aggavinate                          |
| 2011                                                                     | Brasile   | Maurício Somenzari Leite Olivas Mônica Somenzari Leite Olivas                                       | Italia                | Marika Roncon Daniela Maiorana (Selaine)                          | Cina                  | Deng Ya Qian Zheng Jia Hong                                                    | Australia                 | Tessa Beattie Jessica L. Allie                                |
| 2012                                                                     | Giappone  | Yukari Shimotsuki Kaito                                                                             | Singapore             | Frank Koh (Raistlin03) Valerie Seng (ayatenshi)                   | Indonesia             | Konnichi (Yesaya) Zhuge (Rizki)                                                | Singapore                 | Frank Koh (Raistlin03) Valerie Seng (ayatenshi)               |
| 2013                                                                     | Italia    | Andrea Vesnaver Massimo Barbera                                                                     | Stati Uniti d'America | Cassandra May (breathlessaire) Tiffany Tezna (Starlighthoney)     | Thailandia            | \| Pongwat Honghiranrattana (Hisa Minuet)Chittaworn Veeraroj (Scarleta Win) \| | Stati Uniti d'America     | Cassandra May (breathlessaire) Tiffany Tezna (Starlighthoney) |
| 2014                                                                     | Russia    | Nek (Neko-tin) Nichi                                                                                | Italia                | NadiaSK MOGU                                                      | Indonesia             | Dharma (Guriinko) Ryan (Ryan no Ryu)                                           | Danimarca                 | Shinji Costumes and TailoringTinYasuo Cosplay                 |
| 2015                                                                     | Messico   | Juan Carlos Jose Maria [Shema] Arroyo                                                               | Italia                | Akiba (Manuel Capitani) Luca Buzzi                                | Stati Uniti d'America | Alpacosplay (Ashley Rochelle) Yummy Gamorah (Sarah R.)                         | Stati Uniti d'America     | Alpacosplay (Ashley Rochelle) Yummy Gamorah (Sarah R.)        |
| 2016                                                                     | Indonesia | Rian CYD Frea Mai                                                                                   | Danimarca             | Shinji TinYasuo                                                   | Francia               | LucioleS Lyel (Fenié Sophie)                                                   | Finlandia                 | Jesmo Yumi Koyuki                                             |
| 2017                                                                     | Cina      | | Messico               |                                                                   | Giappone              |                                                                                | Francia                   |                                                               |
| Pongwat Honghiranrattana (Hisa Minuet)Chittaworn Veeraroj (Scarleta Win) |           | |                       |                                                                   |                       |                                                                                |                           |                                                               |

### Giudici
| Anni | Giudici |
| ---- | --- |
| 2005 | Leiji Matsumoto Hironobu Kageyama Ippongi Bang Akifumi Takayanagi (TV Aichi) Shin Nagai (Tokyo Mode Gakuin) |
| 2006 | Gō Nagai Hiroshi Kitadani Essai Ushijima (Cosplay critic) Yuji Tokita (MOFA) |
| 2007 | Monkey Punch Ichirou Mizuki Essai Ushijima (Cosplay critic) Yuji Tokita (MOFA) Ken Nagata (MLIT) |
| 2008 | Yumiko Igarashi Rica Matsumoto 10 giudici generali |
| 2009 | Tōru Furuya Gō Nagai Ichirou Mizuki Hamada Britney |
| 2010 | Tōru Furuya Hironobu Kageyama Himeka Hiroyuki Kobayashi (Sengoku Basara) Nobuyuki Takahashi (Inventor of the word cosplay) |
| 2011 | Tōru Furuya JAM Project (Hironobu Kageyama, Masaaki Endo, Hiroshi Kitadani, Masami Okui e Yoshiki Fukuyama) Takaaki Kitani (President, Bushiroad) Inui Tatsumi (Site administrator of Cure) Masaaki Nagase (Editor-in-chief, Tokai Walker) |
| 2012 | Tōru Furuya Gō Nagai Inui Tatsumi (Site administrator of Cure) May'n Rica Matsumoto |
| 2013 | Tōru Furuya Tomokazu Sugita Inui Tatsumi (Site administrator of Cure) Mel Kishida (illustrator) Ikenotani Ken (ACOS Producer) |
| 2014 | Tōru Furuya Mika Kanai Mel Kishida (illustrator) Inui Tatsumi (Site administrator of Cure) Andrea Vesnaver (WCS 2013 Champion Italy Representative) Dr.Oh (Bushiroad Producer) Azuma Fukashi (TV Tokyo Producer) |
| 2015 | Tōru FuruyaInui Tatsumi (Site administrator of Cure) Nek (WCS 2014 Champion Russia Representative) Nichi (WCS 2014 Champion Russia Representative) Nakazato Ikuko (Kodansha Nakayoshi Aria Editorial Department) Nao Hirasawa (Animation Producer of Ultra Super Pictures Ltd.) Ryutaro Ichimura (Dragon Quest Producer of Square Enix) Tomokazu Tashiro (Composer) Åsa Ekström (Swedish Cartoonist) |
| 2016 | Tōru Furuya Inui Tatsumi (Site administrator of Cure) Juan Carlos (WCS 2015 Champion Mexico Representative) Shema Arroyo (Jose Maria) (WCS 2015 Champion Mexico Representative) Keishu Ando (Japanese Cartoonist Creation of Hentai Kamen) Kahoru Yasuda (Representative of Comiket) Altri (1st Stage Semi-finals Only)                                                                              |

## Paesi partecipanti
| Anno | #  | Nazioni partecipanti | Conduttori                  | Date       | Luogo             |
| ---- | -- | --- | --------------------------- | ---------- | ----------------- |
| 2003 | 4  | Francia, Germania, Giappone, Italia | –                           | 12 ottobre | Rose Court Hotel  |
| 2004 | 5  | Francia, Germania, Giappone, Italia, Stati Uniti d'America | –                           | 1º agosto  | Ōsu shopping area |
| 2005 | 7  | Cina, Francia, Germania, Giappone, Italia, Spagna, Stati Uniti d'America | Tōru Furuya Tomoe Shinohara | 31 luglio  | Ōsu shopping area |
| 2005 | 7  | Cina, Francia, Germania, Giappone, Italia, Spagna, Stati Uniti d'America | Tōru Furuya Tomoe Shinohara | 7 agosto   | Expo Dome         |
| 2006 | 9  | Brasile, Cina, Francia, Germania, Giappone, Italia, Singapore, Spagna, Thailandia | Tōru Furuya                 | 5 agosto   | Ōsu shopping area |
| 2006 | 9  | Brasile, Cina, Francia, Germania, Giappone, Italia, Singapore, Spagna, Thailandia | Tōru Furuya                 | 6 agosto   | Oasis 21          |
| 2007 | 12 | Brasile, Cina, Corea del Sud, Danimarca, Francia, Germania, Giappone, Italia, Messico, Singapore, Spagna, Thailandia | Tōru Furuya Shōko Nakagawa  | 4 agosto   | Ōsu shopping area |
| 2007 | 12 | Brasile, Cina, Corea del Sud, Danimarca, Francia, Germania, Giappone, Italia, Messico, Singapore, Spagna, Thailandia | Tōru Furuya Shōko Nakagawa  | 5 agosto   | Oasis 21          |
| 2008 | 13 | Brasile, Cina, Corea del Sud, Danimarca, Francia, Germania, Giappone, Italia, Messico, Singapore, Spagna, Stati Uniti d'America, Thailandia | Tōru Furuya Natsuki Katō    | 2 agosto   | Ōsu shopping area |
| 2008 | 13 | Brasile, Cina, Corea del Sud, Danimarca, Francia, Germania, Giappone, Italia, Messico, Singapore, Spagna, Stati Uniti d'America, Thailandia | Tōru Furuya Natsuki Katō    | 3 agosto   | Oasis 21          |
| 2009 | 15 | Australia, Brasile, Cina, Corea del Sud, Danimarca, Finlandia, Francia, Germania, Giappone, Italia, Messico, Singapore, Spagna, Stati Uniti d'America, Thailandia | –                           | 1º agosto  | Ōsu shopping area |
| 2009 | 15 | Australia, Brasile, Cina, Corea del Sud, Danimarca, Finlandia, Francia, Germania, Giappone, Italia, Messico, Singapore, Spagna, Stati Uniti d'America, Thailandia | –                           | 2 agosto   | Oasis 21          |
| 2010 | 15 | Australia, Brasile, Cina, Corea del Sud, Danimarca, Finlandia, Francia, Germania, Giappone, Italia, Messico, Singapore, Spagna, Stati Uniti d'America, Thailandia | –                           | 31 luglio  | Ōsu shopping area |
| 2010 | 15 | Australia, Brasile, Cina, Corea del Sud, Danimarca, Finlandia, Francia, Germania, Giappone, Italia, Messico, Singapore, Spagna, Stati Uniti d'America, Thailandia | –                           | 1º agosto  | Oasis 21          |
| 2011 | 17 | Australia, Brasile, Cina, Corea del Sud, Danimarca, Finlandia, Francia, Germania, Giappone, Italia, Malaysia, Messico, Paesi Bassi, Singapore, Spagna, Stati Uniti d'America, Thailandia | –                           | 6 agosto   | Ōsu shopping area |
| 2011 | 17 | Australia, Brasile, Cina, Corea del Sud, Danimarca, Finlandia, Francia, Germania, Giappone, Italia, Malaysia, Messico, Paesi Bassi, Singapore, Spagna, Stati Uniti d'America, Thailandia | –                           | 7 agosto   | Oasis 21          |
| 2012 | 22 | Australia, Brasile, Cina, Corea del Sud, Danimarca, Finlandia, Francia, Germania, Giappone, Hong Kong (Osservatore), Indonesia, Italia, Malaysia, Messico, Paesi Bassi, Regno Unito, Russia, Singapore, Spagna, Stati Uniti d'America, Taiwan (Osservatore), Thailandia                                                                     | –                           | 4 agosto   | Oasis 21          |
| 2012 | 22 | Australia, Brasile, Cina, Corea del Sud, Danimarca, Finlandia, Francia, Germania, Giappone, Hong Kong (Osservatore), Indonesia, Italia, Malaysia, Messico, Paesi Bassi, Regno Unito, Russia, Singapore, Spagna, Stati Uniti d'America, Taiwan (Osservatore), Thailandia                                                                     | –                           | 5 agosto   | Ōsu shopping area |
| 2013 | 24 | Australia, Brasile, Cina, Corea del Sud, Danimarca, Filippine (Osservatore), Finlandia, Francia, Germania, Giappone, Hong Kong (Osservatore), Indonesia, Italia, Malaysia, Messico, Paesi Bassi, Regno Unito, Russia, Singapore, Spagna, Stati Uniti d'America, Taiwan (Osservatore), Thailandia, Vietnam (Osservatore)                     | –                           | 3 agosto   | Oasis 21          |
| 2013 | 24 | Australia, Brasile, Cina, Corea del Sud, Danimarca, Filippine (Osservatore), Finlandia, Francia, Germania, Giappone, Hong Kong (Osservatore), Indonesia, Italia, Malaysia, Messico, Paesi Bassi, Regno Unito, Russia, Singapore, Spagna, Stati Uniti d'America, Taiwan (Osservatore), Thailandia, Vietnam (Osservatore)                     | –                           | 4 agosto   | Ōsu shopping area |
| 2014 | 26 | Australia, Brasile, Cina, Corea del Sud, Danimarca, Filippine (Osservatore), Finlandia, Francia, Germania, Giappone, Hong Kong, Indonesia, Italia, Kuwait (Osservatore), Malaysia, Messico, Paesi Bassi, Portogallo (Osservatore), Regno Unito, Russia, Singapore, Spagna, Stati Uniti d'America, Taiwan, Thailandia, Vietnam (Osservatore) | –                           | 2 agosto   | Aichi Arts Center |
| 2014 | 26 | Australia, Brasile, Cina, Corea del Sud, Danimarca, Filippine (Osservatore), Finlandia, Francia, Germania, Giappone, Hong Kong, Indonesia, Italia, Kuwait (Osservatore), Malaysia, Messico, Paesi Bassi, Portogallo (Osservatore), Regno Unito, Russia, Singapore, Spagna, Stati Uniti d'America, Taiwan, Thailandia, Vietnam (Osservatore) | –                           | 3 agosto   | Ōsu shopping area |
| 2015 | 28 | Australia, Brasile, Canada (Osservatore), Cina, Corea del Sud, Danimarca, Filippine, Finlandia, Francia, Germania, Giappone, Hong Kong, Indonesia, Italia, Kuwait, Malaysia, Messico, Paesi Bassi, Portogallo, Regno Unito, Russia, Singapore, Spagna, Stati Uniti d'America, Svezia (Osservatore), Taiwan, Thailandia, Vietnam             | –                           | 1 agosto   | Aichi Arts Center |
| 2015 | 28 | Australia, Brasile, Canada (Osservatore), Cina, Corea del Sud, Danimarca, Filippine, Finlandia, Francia, Germania, Giappone, Hong Kong, Indonesia, Italia, Kuwait, Malaysia, Messico, Paesi Bassi, Portogallo, Regno Unito, Russia, Singapore, Spagna, Stati Uniti d'America, Svezia (Osservatore), Taiwan, Thailandia, Vietnam             | –                           | 2 agosto   | Ōsu shopping area |
| 2016 | 30 | Australia, Brasile, Canada, Cina, Corea del Sud, Danimarca, Filippine, Finlandia, Francia, Germania, Giappone, Hong Kong, India, Indonesia, Italia, Kuwait, Malaysia, Messico, Paesi Bassi, Portogallo, Regno Unito, Russia, Singapore, Spagna, Stati Uniti d'America, Svezia, Svizzera, Taiwan, Thailandia, Vietnam                        | –                           | 6 agosto   | Aichi Arts Center |
| 2016 | 30 | Australia, Brasile, Canada, Cina, Corea del Sud, Danimarca, Filippine, Finlandia, Francia, Germania, Giappone, Hong Kong, India, Indonesia, Italia, Kuwait, Malaysia, Messico, Paesi Bassi, Portogallo, Regno Unito, Russia, Singapore, Spagna, Stati Uniti d'America, Svezia, Svizzera, Taiwan, Thailandia, Vietnam                        | –                           | 7 agosto   | Ōsu shopping area |

## Eventi ed organizzazioni partner
Le seguenti organizzazioni ospitano le fasi preliminari di selezione per i rappresentanti delle corrispettive nazioni al Cosplay championship dal 2005.
- Editora JBC
- Howell International Trade Fair Ltd.
- J-Popcon
- Animexx / CONNICHI
- Japan Expo
- Romics
- Cosplay Festa in Tokyo Dome City (Tokyo)
- Cosplayers JAM Revolution (Osaka)
- Samsung Everland
- TNT GT
- SCC Square
- Ficomic / Salone del manga di Barcellona
- Negibose Thailand
- FanimeCon[6]
- Animania (dal 2009)[7]
- Cosplay Finland Tour (dal 2009)[8]

### Sono stati partner
- Hangzou True Design Company Ltd. (2005–2007)
- Epitanime (2005)
- Anime Expo (2005)